# Jens Albinus
Jens Albinus (født 3. januar 1965 i Bogense) er en dansk skuespiller. Han blev færdiguddannet fra Skuespillerskolen ved Aarhus Teater i 1989. Han var ansat på teatret indtil år 1994. I 2016 overtog Jens Albinus og Laura Ramberg henholdsvis den kunstneriske og administrative ledelse af Husets Teater på Halmtorvet.
Jens Albinus vandt i 2003 Robert for årets mandlige hovedrolle samt Bodilprisen for bedste mandlige hovedrolle for sin medvirken i filmen At kende sandheden.
Som skribent har Albinus udgivet et essay om tysk teater.

## Privat
Privat er han gift med skuespillerkollegaen Marina Bouras, som han har to børn med.

## Filmografi

### Spillefilm
| År   | Titel                   | Rolle                           | Noter                                               |
| ---- | ----------------------- | ------------------------------- | --------------------------------------------------- |
| 1996 | Anton                   | lærer                           |                                                     |
| 1996 | Portland                | Carsten                         |                                                     |
| 1998 | Idioterne               | Stoffer                         |                                                     |
| 1999 | Din for altid           | Jeppe                           |                                                     |
| 2000 | Zacharias Carl Borg     | Zacharias Carl Borg             | titelrollen                                         |
| 2000 | Dancer in the Dark      | Morty                           |                                                     |
| 2000 | Bænken                  | Kim                             |                                                     |
| 2001 | Gottlieb                | Martin Gottlieb                 | titelrollen                                         |
| 2001 | Far from China          | John                            |                                                     |
| 2002 | At kende sandheden      | den 27-45 årige Richard Malmros | Bodil- & Robert-pris for bedste mandlige hovedrolle |
| 2004 | Forbrydelser            | Carsten                         |                                                     |
| 2006 | Direktøren for det hele | Direktøren for det hele         | titelrollen                                         |
| 2007 | De unge år              |                                 |                                                     |
| 2009 | Træner                  | håndboldtræner                  | kortfilm                                            |
| 2009 | This is Love            | Chris                           |                                                     |
| 2010 | Alting bliver godt igen |                                 |                                                     |
| 2010 | Sandheden om mænd       |                                 |                                                     |
| 2013 | Nymphomaniac            | Togpassager                     |                                                     |
| 2014 | Stille hjerte           |                                 |                                                     |
| 2015 | Rosita                  |                                 |                                                     |
| 2015 | Lang historie kort      |                                 |                                                     |
| 2015 | Idealisten              | Blicher                         |                                                     |
| 2018 | Lykke-Per               | Eberhardt Sidenius              |                                                     |

### Tv-serier
| År   | Titel     | Rolle                     | Noter   |
| ---- | --------- | ------------------------- | ------- |
| 1996 | Bryggeren | H.C. Andersen             |         |
| 2004 | Ørnen     | Hallgrim Ørn Hallgrimsson |         |
| 2013 | Borgen    | Jon Berthelsen            | sæson 3 |
| 2015 | Spionen   | Henrik Meyer              |         |